# Bruno Albers
Bruno Albers (OSB) (* 29. Juni 1866 in Adenau als Paul Maria Franz Albers; † 19. März 1941 in Beuron) war ein deutscher Benediktiner, Kirchenhistoriker und Hochschullehrer.

## Leben
Paul Albers war der Sohn des Geheimen Sanitätsrates Paul Ludwig Oskar Albers. Sein Großvater war der Medizinprofessor Friedrich Albers an der Universität Bonn.
Nach dem Besuch des Gymnasiums in Essen trat Paul Albers an Allerheiligen 1887 in das Noviziat der Benediktiner-Erzabtei Beuron ein, wo er von Erzabt Maurus Wolter den Ordensnamen des Hl. Bruno erhielt, ein Jahr darauf die zeitliche und an Allerheiligen 1891 die Ewige Profess ablegte. Von 1888 bis 1992 studierte er Philosophie und Theologie in Beuron und wurde am 14. September 1892 zum Priester geweiht. Nach weiteren theologischen Spezialstudien im Collegio Sant’Anselmo in Rom wurde er zum Dr. theol. promoviert.
Ab 1895 lebte Pater Bruno in der Erzabtei Monte Cassino in Italien, wo er ab 1897 unter Erzabt Bonifaz Krug am dortigen Priesterseminar Kirchengeschichte, christliche Archäologie und Patrologie lehrte. Seine Forschungen galten besonders den Kloster- und Mönchsgewohnheiten des Mittelalters. Im Jahr 1912 war er Prior der italienischen Abtei Farfa.
Nach dem Kriegseintritt Italiens 1915 als angeblicher Spion ausgewiesen, studierte er wieder zurück in Deutschland an der Universität Bonn von 1915 bis 1918 Klassische Philologie. Von 1919 an bis 1932 wirke er als Religionslehrer (seit 1921 Studienrat) in Bonn, Königswinter und Siegburg. Seit 1922 war er als Diözesanpriester im Erzbistum Köln inkardiniert. 1931 ging er als Lehrer in den Ruhestand und lebte danach in Herrig, von wo aus er als Geistlicher in Merzig, Bonn und Pützchen seelsorgerlich tätig war. Im Jahr 1939 kehrte Bruno Albers in sein Professkloster Beuron im Donautal zurück, wo er als Hausoblate zwei Jahre später starb.

## Veröffentlichungen (Auswahl)
- Consuetudines Monasticae Vol. IV. Consuetudines fructuarienses necnon cystrensis in Anglia monasterii et congregationis vallymbrosanae. Soc. Ed. Castri Casini, Montecassino 1911.
- Untersuchungen zu den ältesten Mönchsgewohnheiten: Ein Beitrag zur Benediktinerordensgeschichte des X.–XII. Jahrhunderts. Lentner, München 1905, Nachdruck Bremen 2013.